# Leptotarsus segnipes
Leptotarsus segnipes är en tvåvingeart som först beskrevs av Alexander 1953.  Leptotarsus segnipes ingår i släktet Leptotarsus och familjen storharkrankar.
Artens utbredningsområde är Bolivia. Inga underarter finns listade i Catalogue of Life.